# ممرز
درخت مَمرَز (به انگلیسی: Mamraz؛ با نام علمی Carpinus betulus) در نواحی شمال ایران به نام‌های اولس و شَرَم (شَرَم‌دار) نیز معروف است. این درخت بومی اروپای مرکزی، غربی و جنوبی بوده و تا شرق اروپا همچون اوکراین و غرب روسیه نیز امتداد یافته‌است. برای رشد مناسب به هوای گرم نیاز دارد و تنها در ارتفاعات بالای ۶۰۰ متر با درختان بلوط و راش دیده می‌شود.
این درخت به فراوانی در شمال ایران در جنگل‌های میان بند دیده می‌شود و بومی جنگل‌های شمال ایران نیز می‌باشد.

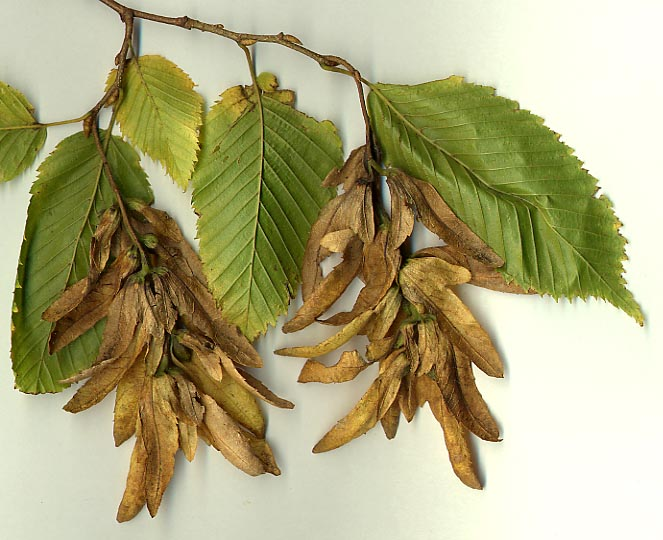
دانه آرایشی درخت ممرز اروپایی

ممرز، درختی است با قامتی متوسط که ارتفاع آن بین ۱۵ تا ۲۵ متر بوده که گاهی ارتفاع آن به ۳۰ متر نیز می‌رسد.
تنه درخت ممرز (حتی تنه درختان کهن‌سال) اغلب شیاردار است. پوست درخت صاف و مایل به رنگ سبز خاکستری است.
جوانه‌های این درخت برخلاف نوع راش، بسیار فشرده و نزدیک به ترکه‌ها ی جوان بوده و حداکثر به ۱۰ میلی‌متر می‌رسد.
برگ‌های درخت ممرز متناوب الشکل و به طول ۴ تا ۹ سانتی‌متر با رگه‌های برجسته و منحصراً چین دار و حاشیه دندانه دار می‌باشند.
گرده افشانی میوه‌های ممرز به وسیلهٔ باد و بعد از پدیدار شدن برگ‌ها صورت می‌پذیرد و رویش و تخم افشانی این درخت زیاد می‌باشد.

## نگارخانه

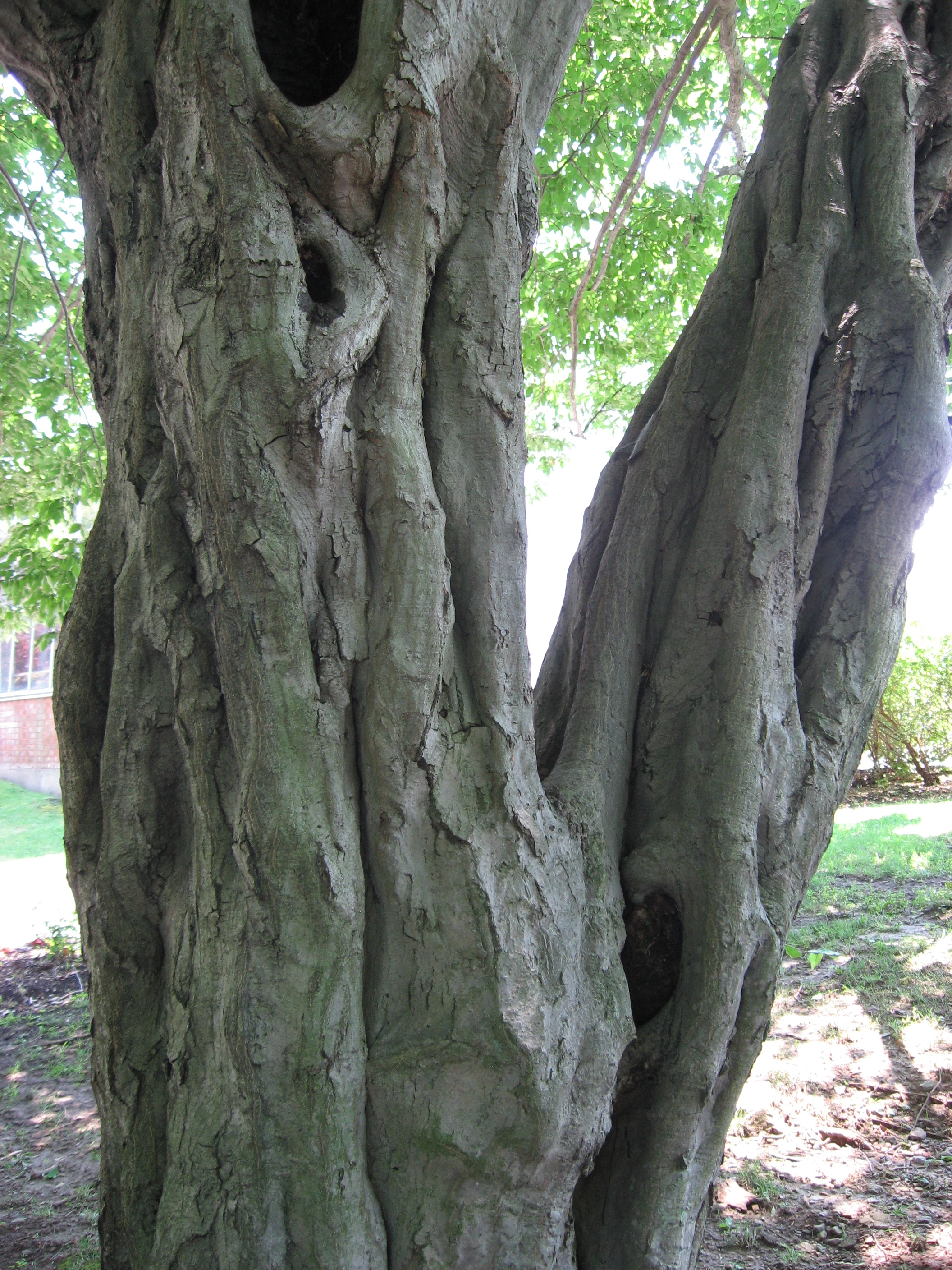
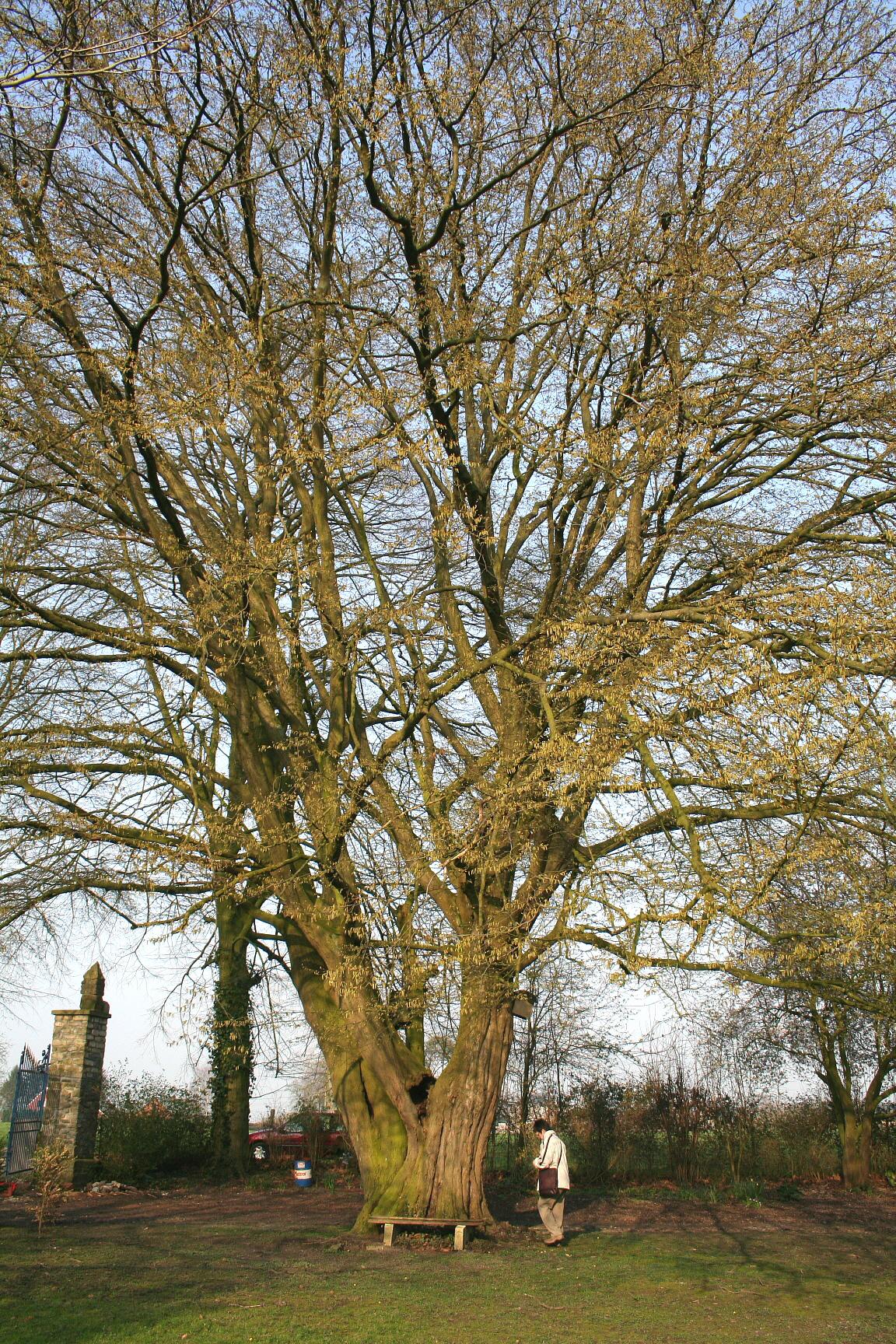
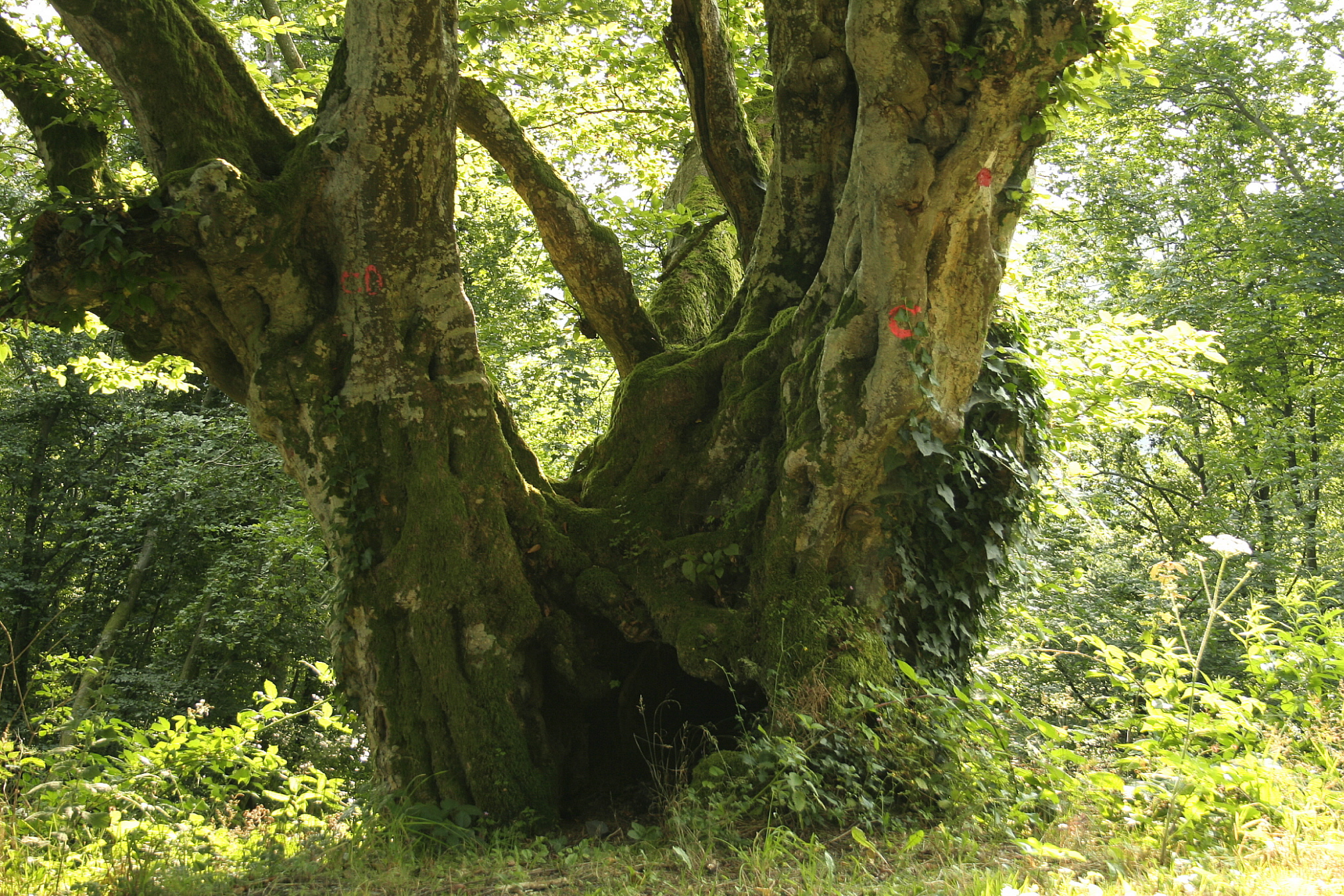
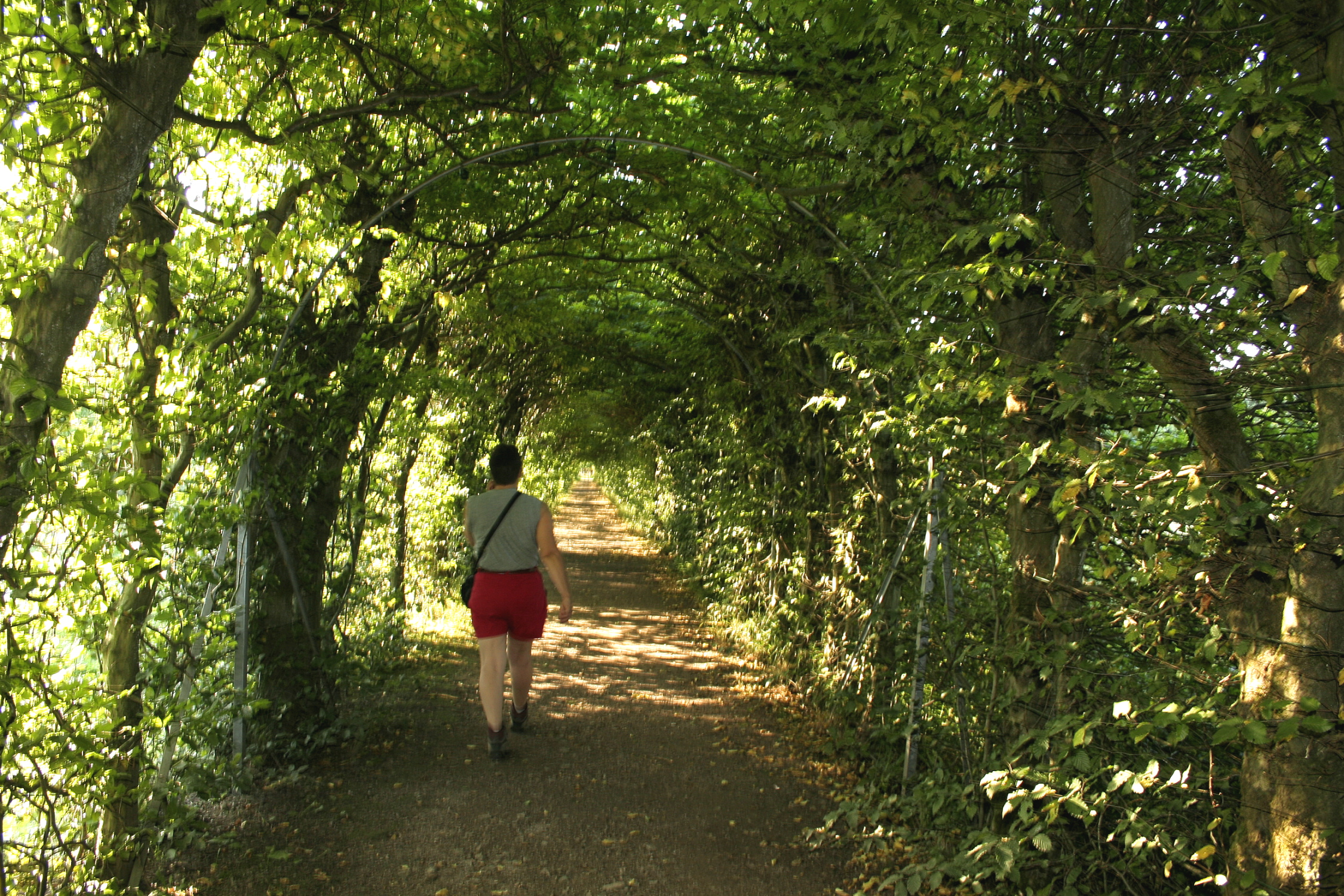
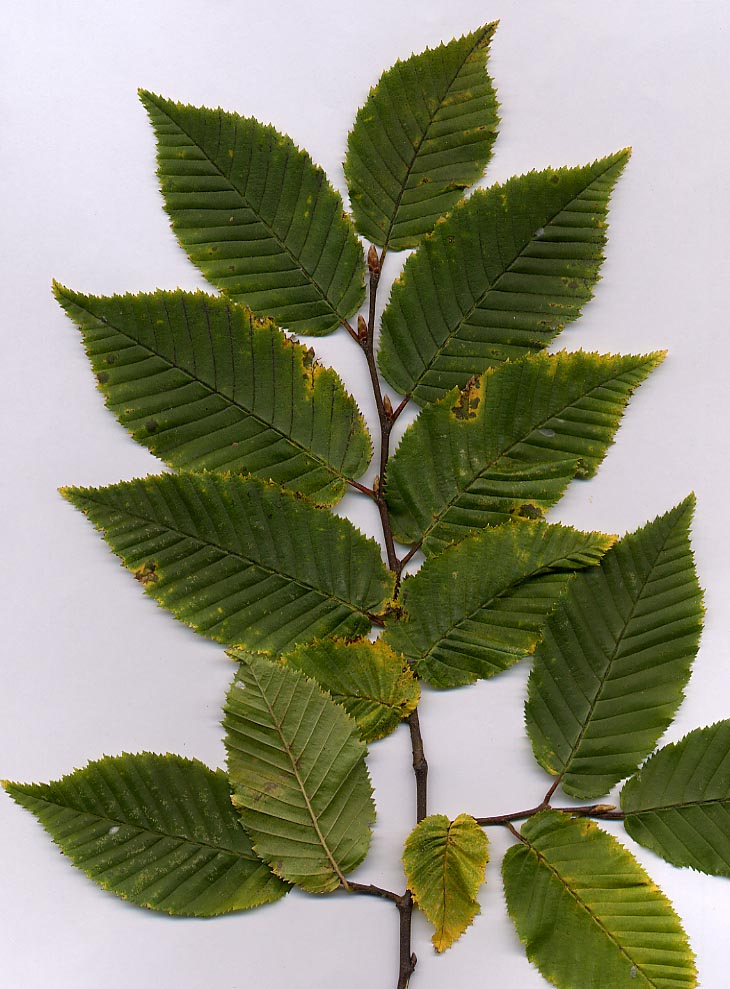